# Gonzalo Castro Irizábal
Gonzalo Castro Irizábal, född 19 september 1984, är en professionell fotbollsspelare från Uruguay. Han spelar i Málaga och har tröjnummer 11.